# Mesoceration disjunctum
Mesoceration disjunctum är en skalbaggsart som beskrevs av Perkins 2008. Mesoceration disjunctum ingår i släktet Mesoceration och familjen vattenbrynsbaggar. Inga underarter finns listade i Catalogue of Life.